# Joseph Boniface de La Môle
Joseph Boniface conte de La Môle (Marsiglia, 1530 – Parigi, 30 aprile 1574) favorito di Francesco d'Alençon, fu amante di Margherita di Valois.

## Biografia
Figlio di Jacques Boniface, signore di La Môle e di Collobrières, era originario di Marsiglia. Fu implicato nel 1574 nei complotti dei Malcontent destinati a spodestare Carlo IX, gravemente malato, in favore del fratello minore Francesco duca d'Alençon a scapito dell'altro fratello Enrico d'Angiò. Accusati di aver attentato alla vita di Carlo IX attraverso una bambola di cera infilzata con degli aghi, fornita dall'astrologo Cosimo Ruggieri, anch'egli arrestato perché sospettato di essere coinvolto nel complotto, venne prima torturato per estorcergli i nomi degli altri suoi compagni, ma La Môle non li tradì.
Venne condannato a morte e decapitato in Place de la Greve a Parigi, con il suo amico Annibale di Coconas, anch'egli coinvolto nel complotto.

## Curiosità
Secondo una leggenda l'amata del nobiluomo, Margherita di Valois, prima che il corpo fosse sepolto, prese fra le mani la testa mozzata e la baciò, in segno dell'amore che univa i due amanti. Questo avvenimento viene raccontato magistralmente da Stendhal ne Il Rosso e il nero. Tra l'altro, l'epilogo del romanzo si rifà a tale avvenimento: la testa mozzata di Julian Sorel, come quella di Boniface de La Môle, viene presa dall'amata, Mathilde de La Môle, e baciata.

## Letteratura
- Alexandre Dumas (padre) si ispirò a lui per creare il personaggio di Giacinto de La Môle (Hyacinthe de La Môle) nel romanzo La Regina Margot.

- Stendhal, nel suo romanzo Il rosso e il nero, fa risalire a Joseph Boniface de La Môle la discendenza dei marchesi de La Môle.